# Canal+ Premium
Canal+ Premium anciennement Canal+ Polska est la première chaîne de télévision à péage polonaise faisant partie du réseau de télévision français Canal+.

## Historique
Canal+ Polska est renommée Canal+ Premium dès le 1er mai 2020.

## Diffusion
La diffusion de Canal+ Premium est diffusée sur le câble et le satellite en Pologne. La chaîne dispose d'une version HD.

### Liens Externes
- Canal + Polska

- Groupe Canal +